# Station Modła Wieś
Station Modła Wieś was een spoorwegstation in de Poolse plaats Modła.